# 南屏乡 (天台县)
南屏乡，中国浙江省台州市天台县下辖的一个乡。

## 辖区
该乡辖有：	前杨村、东畚村、前王村、下汤村、下杨村、里翁村、甘塘村、上杨村、山头郑村、杜岙村、双岩村、下张村、幸福新村、敏寮村、永和村、日新村、板桥村、翠东村、翠西村、